# Pidgin (comunicador instantâneo)
Pidgin (conhecido anteriormente como Gaim) é um mensageiro instantâneo de código aberto, multiplataforma que suporta vários protocolos de comunicação instantânea. É um programa livre disponível sob a licença GNU General Public License.

## Recursos
- Compatibilidade com múltiplos sistemas operacionais, incluindo Windows e muitos sistemas Unix como o GNU/Linux, BSD e AmigaOS (por meio do sistema X11).
- Suporte a múltiplos protocolos de rede.
- Suporte a múltiplas contas de acesso.
- Suporte a conversações áudio/vídeo.
- Scripts automatizados para mudanças de estado.
- Gerenciamento de conversas por abas.
- Agrupamentos de múltiplos contatos em um só.
- Registro de conversas.
- Verificação ortográfica.

### Protocolos compatíveis
- AIM (via protocolos OSCAR ou TOC)
- Bonjour
- Gadu-Gadu
- Google Talk
- GroupWise
- ICQ (via OSCAR)
- IRC
- SILC
- SIMPLE (SIP)
- SAMETIME
- XMPP (Jabber)
- Zephyr (não aparece nas versões Windows quando instalado)

Não são todos os protocolos que aparecem em algumas distribuições Linux quando instaladas (por exemplo: SILC não tem no pacote oficial GNU/Linux Debian) ou em outras similares.
Você pode adicionar mais protocolos através de plugins feitos por terceiros, como Telegram, Skype, Facebook Chat e etc. Ver a lista de plugins no site oficial ou o pacote da sua distribuição Linux, mas tome nota que nem todos plugins de protocolos são estáveis e alguns estão abandonados sem suporte (whatsapp-purple por exemplo).

## História
Originalmente escrito por Mark Spencer (que também é criador do Asterisk) para sistemas operativos Unix, atualmente funciona em várias plataformas, incluindo Microsoft Windows, Linux, Mac OS X - através da biblioteca libgaim e sob o nome de Adium, SkyOS, Qtopia.

### Gaim
O termo "instant messenger" (inglês para mensageiro instantâneo) e o acrônimo "AIM" é uma marca de serviço (SM) possuído pela AOL Time Warner, portanto o Gaim não os pode utilizar. A partir de abril de 2007, o programa passou a se chamar Pidgin devido ao processo movido pela AOL que registrou a marca AIM (AOL Instant Messenger).

### PhoneGaim
PhoneGaim é um software baseado no Gaim e também disponível sob a licença GPL, e utiliza o protocolo SIP para ser possível a comunicação por voz através da internet via VoIP.